# Max Fleischer (botanicus, schilder)
Richard Paul Max Fleischer (4 juli 1861, Piaśniki in Opper-Silezië, Koninkrijk Pruisen – 3 april 1930, Menton, Frankrijk) was een Duitse kunstschilder en bryoloog. Als botanicus wordt hij herinnerd om zijn werk aan de mossen van Java. Gebruikt afkorting: M.Fleisch.

## Biografie
Richard Paul Max Fleischer is geboren in Opper-Silezië als zoon van Wilhelm Fleischer en Pauline Brettschneider. 
Fleischer volgde kunstlessen van 1879 tot 1881 in Breslau, waar hij in 1881 slaagde voor het examen kunstleraar behaalde. Hij zette zijn studies voort in München, Berlijn en Parijs, waar zijn interesse in de natuurwetenschappen groeide. In 1887 ging hij naar Parijs en Bretagne.
In 1887 ging Fleischer naar Parijs en naar Bretagne, daarna verbleef hij in 1889 in Zwitserland. Vervolgens verhuisde in 1892 naar Zürich om geologie te studeren. 
In het laatste deel van de jaren 1890 werd hij door de botanicus Melchior Treub uitgenodigd om als illustrator naar Java te komen. Hij verbleef van 1893 tot 1898 in Italië. In 1898 ging hij naar Java, om voor de Nederlandse regering schilderijen te maken voor de Wereldtentoonstelling van 1910 in Parijs. 
Na enkele jaren op Java reisde hij naar Nieuw-Guinea, de Bismarckarchipel, Australië, Nieuw-Zeeland en Zuid-Amerika. Een reis rond de wereld bracht hem in 1903 terug naar Europa, en keerde hij terug naar Duitsland. Hij vestigde zich in Berlijn. Verder volgden een verblijf in Zuid-Frankrijk, Java, Macedonië en daarop Canarische Eilanden.
Van 1908 tot 1913 bezocht hij opnieuw Maritiem Zuidoost-Azië, waar hij op Java voornamelijk mossen verzamelde, maar ook orchideeën en schimmels.
In 1914 begon hij te werken in het botanisch museum in Berlijn en drie jaar later werd hij benoemd tot hoogleraar botanie aan de Universiteit van Berlijn. In 1917 werd Fleischer lid van de Macedonische Staatscommissie voor Regionale Studies in Macedonië.
In 1925 reisde hij naar de Canarische Eilanden om te schilderen en om mossen van de regio te bestuderen. In 1926 verhuisde hij naar Zuid-Frankrijk. In 1927-1928 keerde hij met zijn tweede vrouw terug naar de Canarische Eilanden. 
Na zijn dood in 1930 werden zijn privécollecties en bibliotheek gekocht door een antiquaar in Leipzig.

### Bryologie
Fleischer ontdekte de dwergmannetjes, de zeer kleine, mannelijke gametofyten bij enkele mossen. 
Naast zijn artistieke bezigheden verzamelde hij ook regionale botanische specimens en deed hij onderzoek naar de mossen van het eiland. Fleischer verspreidde verschillende exsiccaten, waaronder Musci frondosi Archipelagi Indici exsiccati, en samen met Carl Friedrich Warnstorf Bryotheca Europaea Meridionalis. 
Hij presenteerde een nieuwe bladmos-systeem in zijn werk De Musci van de Flora van Buitenzorg, dat werd gekenmerkt door afbeeldingen van zowel artistieke en wetenschappelijke waarde. Dit systeem werd ook door o.a Viktor Ferdinand Brotherus (1849–1929) overgenomen. Fleischer gaf de voorkeur aan de in zijn systeem Sporofyten en dat Peristome als classificatiefunctie voor de mossen. In zijn werk De Musci van de Flora van Buitenzorgpubliceerde hij (4 delen, 1900-22), een nieuwe, onder meer door V. F. Brotherus nam het bladmossen-systeem over, dat als classificatiekenmerk wordt gekenmerkt door de bewuste voorkeur voor de sporofyt en vooral het peristoom.

### Kunst
Fleischer was de eerste die tijdens zijn tijd in Nederlands-Indië samen met zijn eerste vrouw de Javaanse kunst van batikken leerde en in Duitsland probeerde te introduceren.
Fleischers vroege werken kenmerken zich door naakten in het zonlicht in de zin van impressionistisch en plein air. Fleischer wendde zich later tot een gematigde expressionistisch richting.

Schilderijen
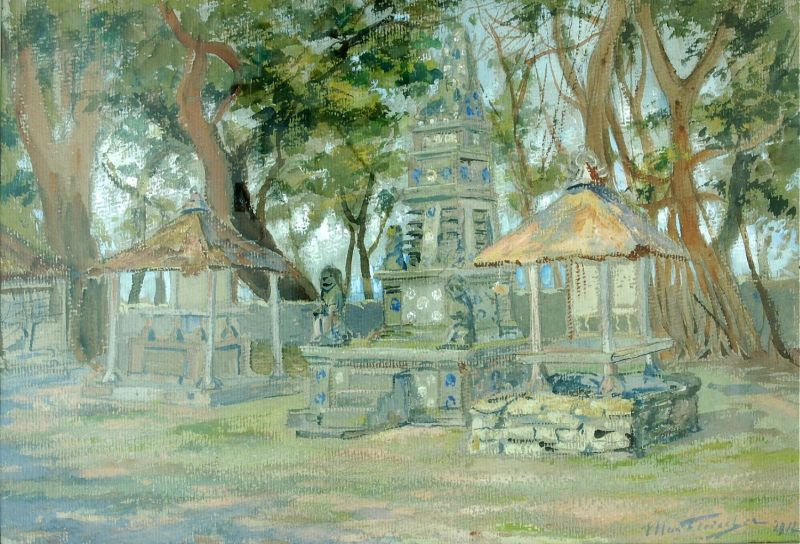
Aquarel. In het midden een schrijn voor de stichter van de dorpsgemeenschap, een zogenaamde Gedong Pesimpangan met aan weerskanten een bale.
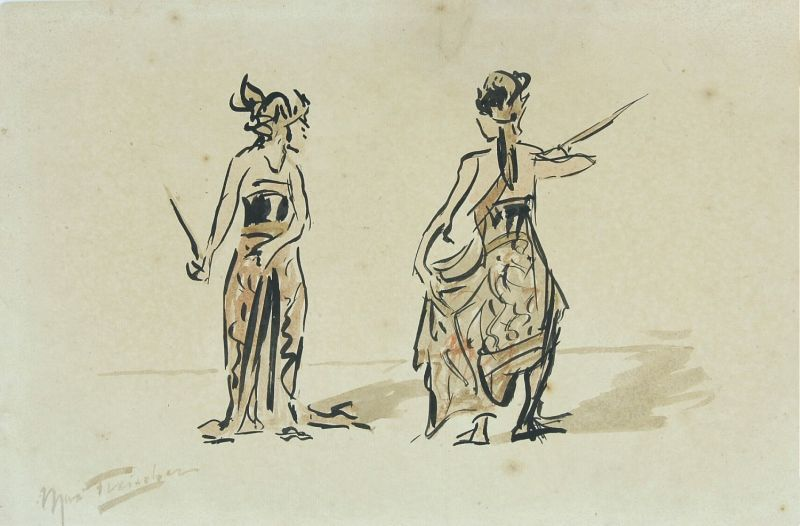
Javaanse danseressen
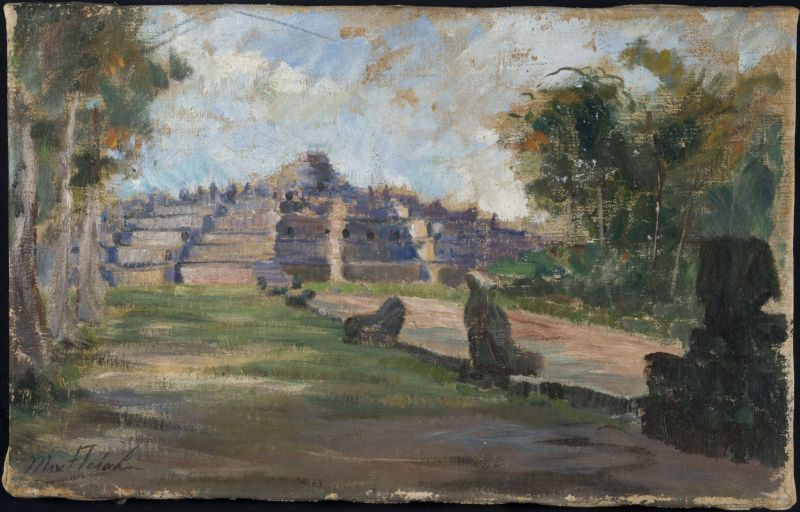
Olieverfschets van de Borobudur

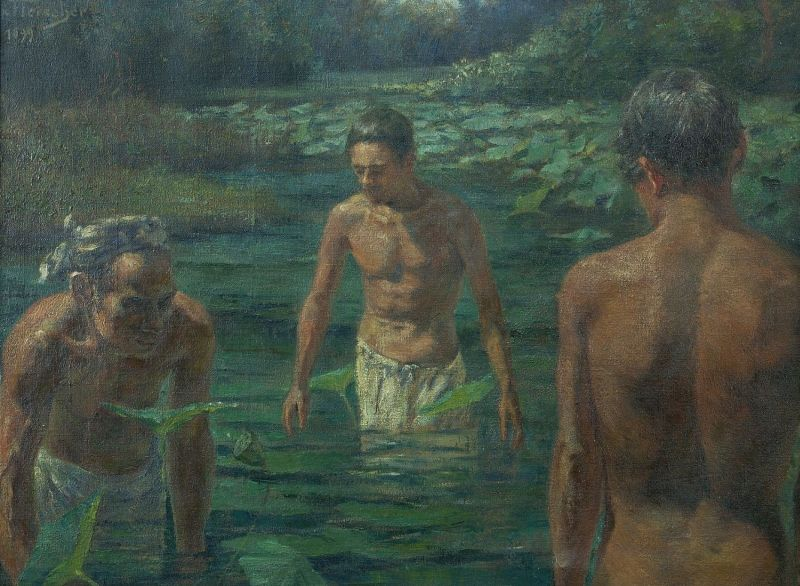
Drie Javaanse mannen in een vijver
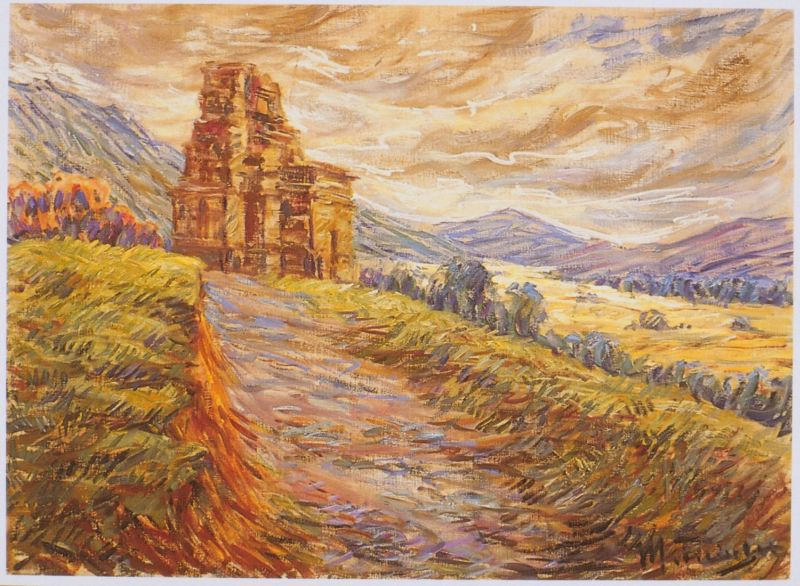
tempel Candi Bima op het Diengplateau
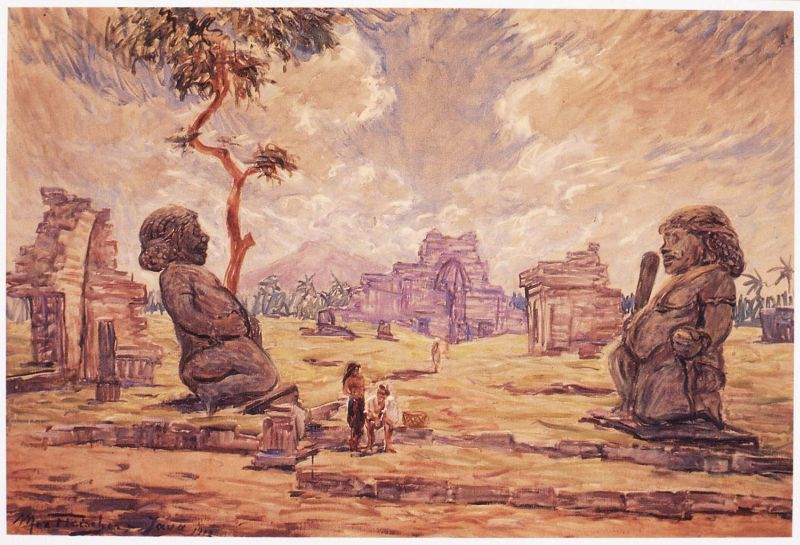
tempelruïne van Candi Sewu

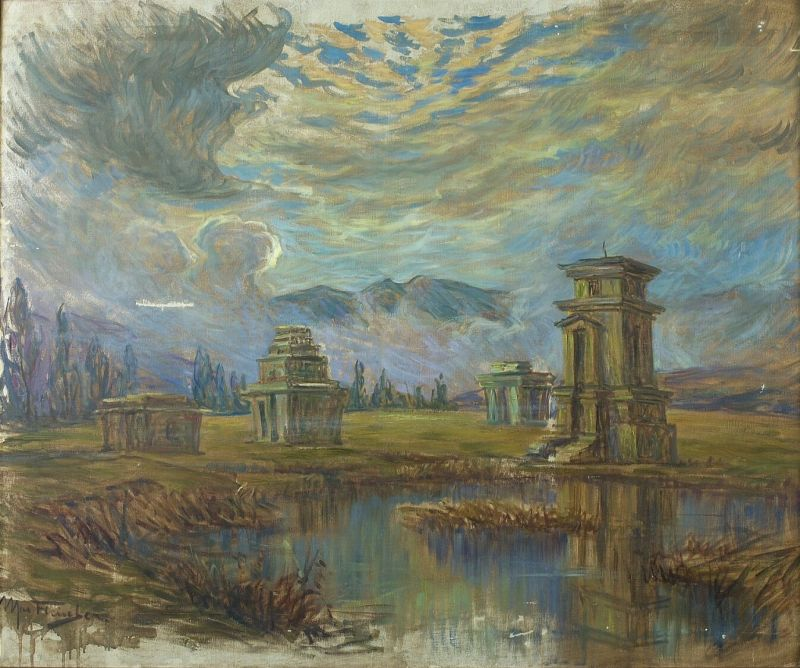
vier tempels op het  Diengplateau
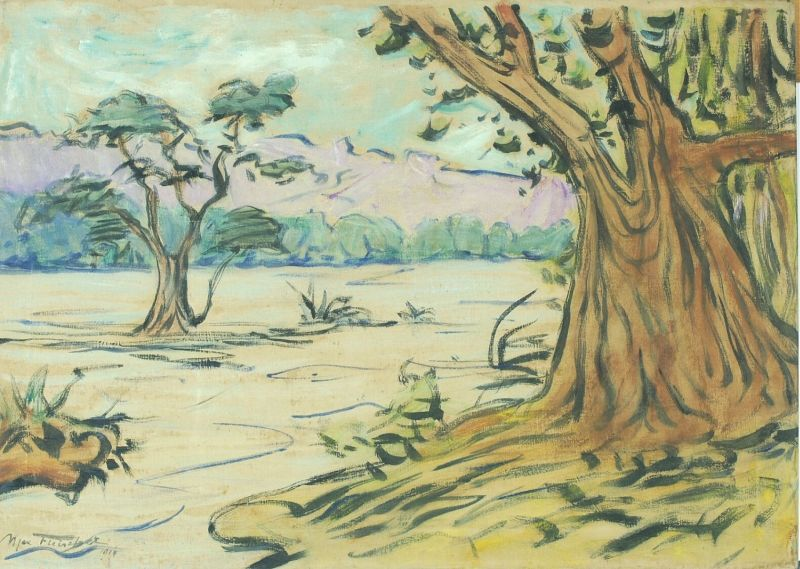
Javaans rivierlandschap
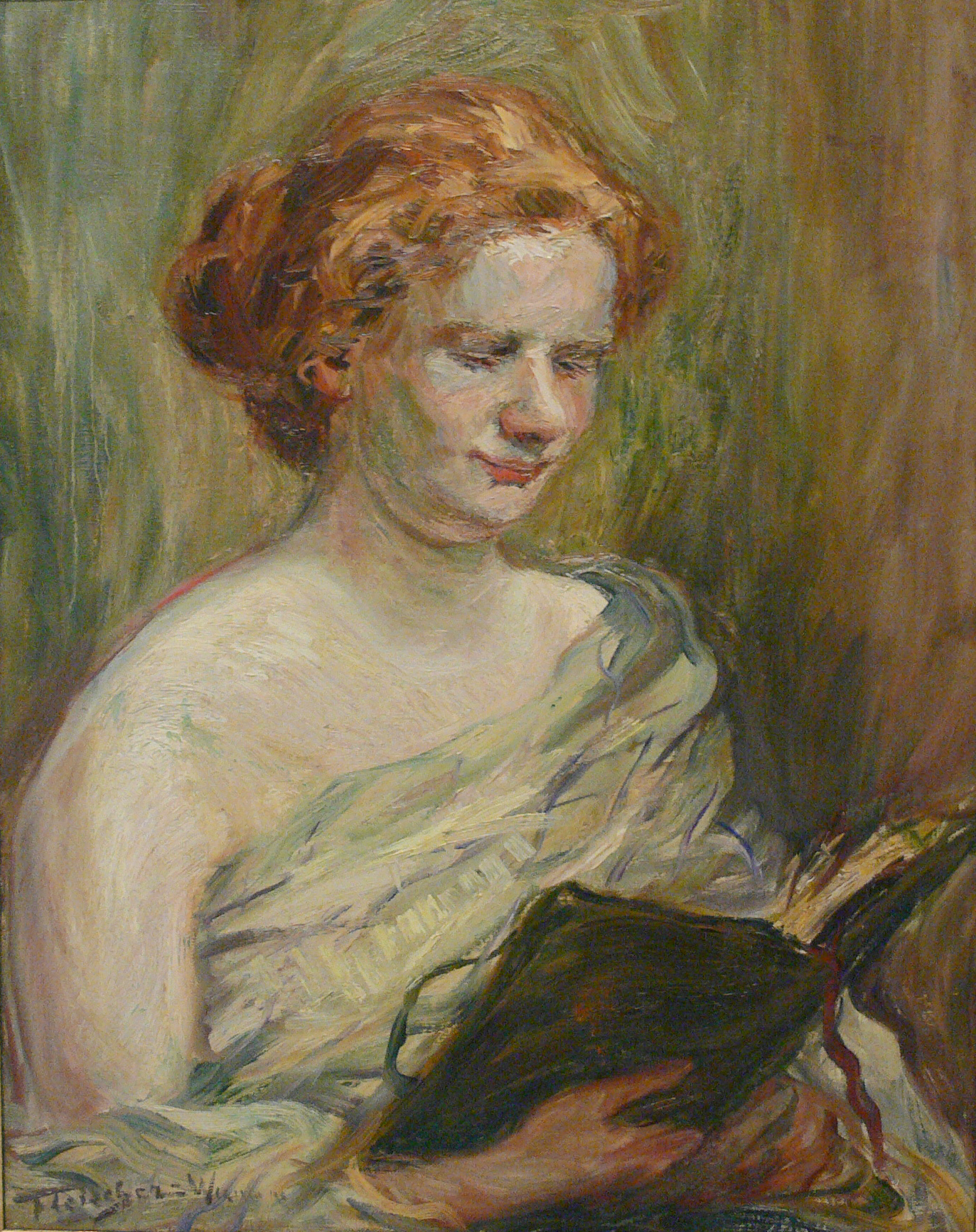
Portret van Studente

- Author citation (botany): M.Fleisch.
- Gemeinsame Normdatei: 116600845
- International Standard Name Identifier: 0000 0000 8095 4007
- Nationale Bibliotheek van Tsjechië: mub20211119715
- Nationale Bibliotheek van Israël: 987009464278405171
- Nederlandse Thesaurus van Auteursnamen: 315721456
- RKD-Nederlands Instituut voor Kunstgeschiedenis: 28262
- SIKART: 4032058
- SNAC: w68m0x7t
- Système universitaire de documentation: 155553232
- Museum of New Zealand Te Papa Tongarewa: 49767
- Union List of Artist Names: 500025241
- Virtual International Authority File: 15524238